# Augochlora thusnelda
Augochlora thusnelda är en biart som först beskrevs av Carlos Schrottky 1909.  Augochlora thusnelda ingår i släktet Augochlora och familjen vägbin. Inga underarter finns listade.